# 劉躋
劉躋（470年—479年6月25日），初名智涣，字仲升，宋明帝刘彧第八子。

## 母
徐婕妤，宋明帝的婕妤。早年她为宋明帝生下第四子，但此子早夭。泰始六年（470年），徐婕妤又为宋明帝生下第八子刘跻。一说宋明帝无生育能力，诸弟的姬妾怀孕后，送入宫中，生子后，杀其母，交给受宠的六宫嫔妃抚养。

## 生平
泰始六年出生，封临庆王，改临贺郡为临庆国，食邑二千户。九月癸未（470年11月1日），出继临庆冲王劉休倩。泰始七年八月戊子（471年9月2日），改出继江夏文献王劉义恭。元徽二年十二月癸亥（475年1月19日），宋废帝刘昱改封劉躋为江夏王，食邑五千户。升明元年（477年），任督会稽、东阳、新安、临海、永嘉五郡诸军事、东中郎将、会稽太守，进号左将军。
建元元年四月甲午（479年5月29日），萧道成受禅，建立齐朝，降封劉躋为沙阳县公，食邑一千五百户。五月辛酉（6月25日），劉躋被杀害。